# Elaeagnus infundibularis
Elaeagnus infundibularis — вид квіткових рослин з родини маслинкових (Elaeagnaceae). Поширення: Непал, Бутан, Індія (Східні Гімалаї).

## Середовище
Росте на висотах 1200–2000 метрів.

## Біоморфологічна характеристика
Це кущ, від від прямовисного до плетистого. Листя від еліптичного до довгасто-еліптичного, 6.5–10 × 2.6–4.9 см, основа округла до округло-клиноподібної, край хвилястий, верхня поверхня стає безволосою, нижня поверхня густо сріблясто-луската з розсіяними червонувато-коричневими лусочками; ніжка листка 0.8–1.2 см. Квітки розташовуються на дуже коротких пагонах у пазухах листків. Квітконоси 3–5 мм. Квіти 1.1–1.3 см, лійкоподібні з розлогими листочками оцвітини, кремовими з дрібними коричневими цятками. Листочки оцвітини яйцеподібні, 2–3 мм. Плід довгасто-еліпсоїдний 1.6–1.8 см завдовжки, близько 1 см завширшки.